# Exorista florentina
Exorista florentina là một loài ruồi trong họ Tachinidae.